# Max Brand
Pour les articles homonymes, voir Brand.
Max Brand est un écrivain, journaliste et scénariste américain né le 28 mai 1892 à Seattle et mort le 12 mai 1944 à Santa Maria Infante (Italie).
Auteur prolifique de nouvelles et de romans policiers et western malgré sa courte vie, il a utilisé - outre Max Brand - de nombreux pseudonymes, parmi lesquels George Owen Baxter, George Evan Evans, Walter C. Butler, David Manning, John Frederick, Peter Morland, George Challis, Peter Ward et Frederick Frost.

## Biographie
De son vrai nom Frederick Schiller Faust, il perd ses parents alors qu'il n'est encore qu'un enfant. Il grandit au centre de la Californie, où il travaillera plus tard comme cow-boy sur un des nombreux ranchs de la vallée de San Joaquin.
Il fait des études supérieures à l'université de Californie à Berkeley, où il écrit dans des publications étudiantes, des revues de poésie et quelques journaux. Faute d'avoir obtenu un diplôme, il rejoint l'Armée canadienne en 1915, dont il quitte toutefois les rangs l'année suivante pour s'installer à New York.
Pendant les années 1910, Faust vend des nouvelles dans des magazines destinés au grand public. Après l'entrée en guerre des États-Unis, il tente sans succès de s'enrôler en 1917. Peu après, Il épouse Dorothy Schillig : le couple aura trois enfants.
Au tournant des années 1910 et 1920, Faust écrit abondamment pour les pulps, des magazines bon marché de littérature populaire. Il se spécialise dans les récits western, mais aussi les récits policiers, qui paraissent sous divers noms de plume, dont celui de Max Brand. Son personnage du Dr Kildare est repris au cinéma, à la radio, à la télévision et en bandes dessinées. En 1921, surmené, il est victime d'une crise cardiaque qui lui laissera des séquelles pour le reste de sa vie.
Il publie en 1930 le roman western Destry Rides Again (en) qui remporte un gros succès et sera adapté à trois reprises au cinéma : Destry Rides Again (1932), réalisé par Benjamin Stoloff  avec Tom Mix dans le rôle-titre, Femme ou Démon (Destry Rides Again, 1939), réalisé par de George Marshall, version la plus célèbre avec James Stewart et Marlene Dietrich, et Destry (1954), également réalisé par George Marshall, avec Audie Murphy et Mari Blanchard.
En 1934, Faust commence à écrire pour des magazines haut de gamme, notamment Collier's Weekly, Good Housekeeping et Cosmopolitan. Il envoie souvent ses textes depuis une villa en Italie où il réside. En 1938, en raison des événements politiques en Europe, il revient avec sa famille aux États-Unis et s'installe à Hollywood où il travaille comme scénariste pour plusieurs studios de cinéma. Prolifique et estimé, il devient un scénariste en vue. Le studio Warner Bros. verse jusqu'à 3 000 $ par semaine (un salaire d'un an pour un travailleur moyen à l'époque), et il fait également fortune grâce aux adaptations mettant en scène le Dr Kildare.  Pourtant devenu l'un des écrivains les mieux payés de son temps, Faust dénigre ses succès et n'utilise son vrai patronyme que pour la poésie qu'il considère comme son seul véritable apport littéraire, ce qui ne l'empêche pas de publier, pendant sa carrière, des romans et nouvelles historiques sous le pseudonyme de John Frederick et George Challis.
Au début de 1944, « lors d'une réunion de fin d'après-midi » chez Warner Bros., Faust annonce à Frank Gruber et  Steve Fisher qu'il va être affecté à une compagnie de combat avec l'idée d'écrire un grand roman de guerre. Il devient peu après correspondant de guerre en Italie pour Harper's Magazine. En déplacement sur le front avec des soldats américains, Faust est mortellement blessé par des éclats d'obus près du village de Santa Maria Infante, dans le Latium, et meurt le 12 mai 1944.

## Œuvre
Liste non exhaustive

### Romans

#### Sous le pseudonyme de Max Brand

##### SérieDr. Kildare
- Young Dr. Kildare (1940) Publié en français sous le titre L'Ange du suicide, Paris, Presses de la Cité, 1946
- Calling Dr. Kildare (1940)
- Dr. Kildare Goes Home (1941), aussi paru sous le titre Dr. Kildare Takes Charge
- Dr. Kildare Crisis (1942)
- Dr. Kildare's Trial (1942)
- Dr. Kildare's Dilemma (1996), roman inachevé paru à titre posthume

##### Autres romans
- Harrigan (1918)
- Riders of the Silence (1919)
- The Untamed (1919)
- The Night Horseman (1920)
- Ronicky Doone (1921)
- The Seventh Man (1921)
- Alcatraz (1922)
- Black Jack (1922)
- The Rangeland Avenger (1922)
- The White Wolf (1926)
- The Happy Valley (1929)
- Destry Rides Again (1930)
- Crooked Horn (1934)
- Trouble Trail (1937)
- Six Golden Angels (1937) Publié en français sous le titre Six anges d'or, Lausanne, Ditis, coll. « Détective-club » Suisse no 29, 1947
- Our Daily Bread (1940)
- Titre original non renseigné Publié en français sous le titre L'amour n'attend pas, Paris, Presses de la Cité, 1946[2]

#### Sous le pseudonyme de  George Challis
- Monsieur (1926)
- The Golden Knight (1937)

#### Sous le pseudonyme de  Evan Evans
- The Border Bandit (1926)
- Strange Courage (1930)
- Montana Rides (1933)

#### Sous le pseudonyme de  Walter C. Butler
- Cross Over Nine (1935)
- The Night Flower (1936)

#### Sous le pseudonyme de  Frederick Frost
- Secret Agent Number One (1936)
- Spy Meets Spy (1937) Publié en français sous le titre Espion contre Espion, Paris, Éditions Optic, 1946
- The Bamboo Whistle (1937)

### Nouvelles

#### Sous le pseudonyme de  Max Brand

##### SérieDr Kildare
- Internes Can't Take Money (1936)
- Whiskey Sour (1938)
- The Secret of Dr. Kildare (1939)
- Dr. Kildare's Girl (1940), aussi paru sous le titre Dr. Kildare Search
- The People vs. Dr. Kildare (1941)
- Dr. Kildare's Hardest Case (1942)

##### SérieDan Barry
- The Untamed (1918)
- The Night Horseman (1920)
- The Seventh Man (1921)
- Dan Barry’s Daughter (1923)

##### SérieBull Hunter
- Bull Hunter Feels His Oats (1921)
- Bull Hunter’s Romance (1921)

##### SérieJim Curry
- Jim Curry’s Compromise (1922)
- Jim Curry’s Test (1922)
- Jim Curry’s Sacrifice (1922)

##### SérieBlackie and Red
- Blackie and Red (1924)
- When “Red” Was White (1924)
- Blackie’s Last Stand (1925)

##### SérieSammy Gregg
- Sammy Gregg’s Mustang Herd (1925)
- Gregg’s Coach Line (1925)
- Sammy Gregg and the Posse (1925)

##### SérieThe Border Bandit
- The Border Bandit (1926)
- The Border Bandit’s Indian Brother (1926)
- The Border Bandit’s Prize (1926)

##### SérieJames Geraldi
- The Bright Face of Danger (1928)
- Through Steel and Stone (1928)
- The House of Gold (1928)
- The Return of Geraldi (1929)
- While Bullets Sang (1929)
- Geraldi in the Haunted Hills (1929)
- The Geraldi Trail (1932)
- Smoking Guns (1932)

##### SérieChip
- Chip and the Cactus Man (1931)
- Chip Champions a Lad (1931)
- Chip Traps a Sheriff (1931)

##### SérieSpeedy
- Speedy—Deputy (1932)
- Seven-Day Lawman (1932)
- Speedy’s Mare (1932)
- Speedy’s Crystal Game (1932)
- Speedy’s Bargain (1932)
- Speedy’s Desert Dance (1933)

##### SérieJim «Silvertip» Silver
- Speedy—Deputy (1932)
- Seven-Day Lawman (1932)
- Speedy’s Mare (1932)
- Speedy’s Crystal Game (1932)
- Speedy’s Bargain (1932)
- Speedy’s Desert Dance (1933)

##### SérieDave Clovelly
- Wet Money (1934)
- Nine Parts Devil (1934)
- The Unnumbered Door (1934)

##### SérieRusty Sabin
- Brother of the Cheyennes (1934)
- The Sacred Valley (1935)

##### SérieSleeper
- No Rest for Sleeper (1934), aussi paru sous le titre Sleeper Pays a Debt
- Satan's Gun-Rider (1934), aussi paru sous le titre Sleeper's Blood Debt
- Sleeper Turns Horse-Thief (1934)

##### SérieAnthony Hamilton
- The Case of the Strange Villa (1935)
- The Case of the Little Father of Death (1935)
- The Case of the Scarred Back (1935)
- The Case of the Man in the Shroud (1935)
- Treason Against a King (1935)
- The Gilded Box (1935)
- Wings Over Moscow (1935)
- The Downfall (1935)
- The Bamboo Whistle (1935)
- The Little Father of Death (1940)
- The Man in the Shroud (1940)
- The Scarred Back (1940)
- The Strange Villa (1940)

##### Autres nouvelles
- Fate's Honeymoon (1917)
- The Sole Survivor (1917)
- Dragon Teeth (1917)
- One Glass of Wine! (1917)
- The Adopted Son (1917)
- The Sword Lover (1917)
- Who Am I? (1918)
- Rendezvous with Death (1918)
- John Ovington Returns (1918), aussi paru sous le titre The Strange Loves of Beatrice Jervan
- Devil Ritter (1918)
- Above the Law (1918)
- Woodward's Devils (1918)
- Bad-Eye, His Life and Letters (1918)
- No Partners (1918)
- Victory (1919)
- That Receding Brow (1919)
- Children of Night (1919)
- The Laughter of Slim Malone (1919)
- The Fear of Morgan the Fearless (1919)
- It Was Like This (1919)
- Hole-in-the-Wall Barrett (1919)
- The House That Steve Built (1919)
- The Sacking of El Dorado (1919), aussi paru sous le titre The Tinhorn Terror
- Trailin’ (1919)
- The Lost Garden (1920)
- Out of the Dark (1920)
- Clung (1920)
- A Sagebrush Cinderella (1920)
- The Whisperer (1920)
- The Consuming Fire (1920)
- Tiger (1921)
- Bullets with Sense (1921)
- The Guide to Happiness (1921)
- Outlaws All (1921)
- The Wolf Strain (1921)
- The Gift (1921)
- Gun Gentlemen (1922)
- The Garden of Eden (1922)
- His Third Master (1922)
- The Cross Brand (1922)
- Jargan (1922)
- Kain (1922)
- Under His Shirt (1923)
- Hired Guns (1923)
- The Darkness at Windon Manor (1923)
- His Name His Fortune (1923)
- Little Sammy Green, “Lucky Gent” (1923)
- Galloping Danger (1923)
- Safety McTee (1923)
- Rodeo Ranch (1923)
- Wooden Guns (1923)
- The Stranger at the Gate (1923)
- Timber Line (1923)
- Uncle Chris Turns North (1923)
- Master and Man (1924)
- The Book of Kiever (1924)
- The Blackmailer (1924)
- Bulldog (1924)
- Cuttle’s Hired Man (1924)
- Lazy Tom Hooks Up with Skinny (1924)
- One Hour Past Moonrise (1924)
- The Welding Quirt (1924)
- Saddle and Sentiment (1924)
- The Gambler (1924)
- The Love of Danger (1924)
- The Conquering Heart (1924)
- Champion of Lost Causes (1924)
- Chick’s Fall (1924)
- The Third Bullet (1924)
- Fortune’s Christmas (1924)
- Dark Rosaleen (1924)
- The Black Rider (1925)
- The Crime by the River (1925)
- Senor Jingle Bells (1925)
- The Black Signal (1925)
- Lew and Slim (1925)
- In the River Bottom’s Grip (1925)
- The Survivor (1925)
- On the Trail of Four (1925)
- The Man Who Never Was (1925)
- Brother of the Beasts (1925)
- No Man’s Friend (1925)
- Sandy Sweyn Comes Out of the Wilds (1926)
- Bluejay (1926)
- A Son of Danger (1926)
- Acres of Unrest (1926)
- The Fugitive (1926)
- The Thunderer (1926)
- The Valley of Jewels (1926)
- Jokers Extra Wild (1926)
- The Iron Trail (1926)
- Brand New Alice. E. H. Abbott (1926)
- Werewolf (1926)
- Comanche (1926)
- The Canyon Coward (1927)
- Smiling Charlie (1927)
- The Desert Pilot (1927)
- The City in the Sky (1927)
- Darkness (1927)
- Peter Blue, One-Gun Man (1927)
- His Father’s Son (1927)
- The Silver Stork (1927)
- Bad Eye—His Life and Letters (1927)
- Sawdust and Six-Guns (1927)
- Pleasant Jim (1927)
- The Hair-Trigger Kid (1927)
- Weakling of the Wild (1928)
- The Path to Plunder (1928)
- Outlaw Valley (1928)
- Three on the Trail (1928)
- Gunman’s Goal (1928)
- Silver Trail (1928)
- The Stranger (1929)
- The Trail to Manhood (1929)
- Blood and Iron (1929)
- The Duster (1929)
- Twisted Bars (1929)
- The Duster’s Return (1929)
- Twelve Peers (1930)
- Two Masters (1930)
- Sixteen in Nome (1930)
- Battle’s End (1930)
- The Stingaree (1930)
- Mask of Ching Wo (1930)
- Rippon Rides Double (1930)
- Twenty Notches (1931)
- The Golden Day (1931)
- Valley Vultures (1931)
- Golden Lightning (1931)
- Spot Lester (1931)
- Nine Lives (1931)
- Torture Canyon (1931)
- Tramp Magic (1931)
- Dogs of the Captain (1932)
- Outlaw Crew (1932)
- Carcajou's Trail (1932)
- Red Rock's Secret (1932)
- Range Jester (1932)
- The Nighthawk Trail (1932)
- Outlaws from Afar (1932)
- Torturous Trek (1932)
- The Law Dodger of Windy Creek (1932)
- Thunderbolt (1932)
- The Invisible Outlaw (1932)
- Cat Hill Fugitive (1932)
- The Longhorn Feud (1932)
- Steel Cut Steel (1933)
- The Masteman (1933)
- Death Rides Behind (1933)
- Paston's Glory (1933)
- Blue Water Bad Men (1933)
- The Dark Peril (1933)
- The Tough Tenderfoot (1934)
- X. The Murderer (1934)
- Beyond the Finish (1934)
- Gun Gift (1934)
- Gunman’s Bluff (1934)
- Lawman’s Heart (1934)
- Valley of Vanishing Men (1934)
- Man Beyond the Law (1934)
- Cross Over Nine (1934)
- Challenger! (1934)
- Gallows Gamble (1934)
- The Flood (1934)
- Gunless Gunman (1934)
- One-Man Posse (1934)
- Blood on the Rio Grande (1934), aussi paru sous le titre Scourge of the Rio Grande
- Outcast Breed (1934)
- Man of the West (1934)
- Gunman's Rendezvous (1934)
- Name Your Price (1934)
- The Sun Stood Still (1934)
- The Captain (1935)
- Rifle Pass (1935), aussi paru sous le titre Reunion at Rifle Pass
- Charlie (1935)
- A Range Joshua (1935)
- Crazy Rhythm (1935)
- Gun-Fighters in Hell (1935)
- Vengeance Trail (1935)
- Solitary Sloan (1935)
- Hummingbirds and Honeysuckle (1935)
- Murder Me! (1935)
- Range Feud (1935)
- Beggar My Tailor (1935)
- Thoroughbred (1935)
- The Steak (1936), aussi paru sous le titre The Valley Beyond Boothill
- The Small World (1936)
- Big Game (1936)
- Wine in Desert (1936)
- Fixed (1936)
- The Singular Horseman (1936)
- Masquerade (1936)
- The Last Stretch (1936)
- The Wolf (1936)
- The Granduca (1936)
- The Hound of the Hunter (1936)
- Seven Faces (1936)
- Faith in a Fool (1936)
- Five Minutes to Twelve (1936)
- Viva! Viva! (1937)
- Dust Storm (1937)
- Six Golden Angels (1937)
- War for Sale (1937)
- The Face and the Doctor (1937)
- Just Irish (1937)
- The Voice from the Record (1937)
- Devil Fly Away (1937)
- The Death of Love (1937)
- Nifty (1937)
- The Nameless Member (1937)
- Outlaw Buster (1937)
- The Saint (1937)
- Bright Danger (1937)
- The Champion (1937)
- Dust Across the Range (1937)
- Something Honest (1937)
- The Hill of Gasquet (1937)
- Lake Tyndal (1937)
- Pringle’s Luck (1937)
- Eagles Over Crooked Creek (1938)
- Blind Bluff (1938)
- The Old Bean (1938)
- Whistle Thrice (1938)
- Nine Flights to Waterloo (1938)
- The Silent Witness (1938)
- The Bells of San Carlos (1938)
- Whiskey Sour (1938)
- The Living Ghost (1938)
- Speak No Evil (1938)
- What Price Story! (1938)
- Devil Dog (1938), aussi paru sous le titre The Man Who Goes Alone
- Señor Coyote (1938)
- Fifteen Hundred Million (1938)
- The Flaming Finish (1938)
- Late Summer Song (1938)
- Hope the Man Wins (1938)
- Last Flight (1938)
- The Return of the Man Who Was Killed (1938)
- Death and Jimmy Warner (1938)
- True Steel (1939)
- Half a Partner (1939)
- Level Landings (1939)
- Two-Gun Pass (1939)
- My People (1940)
- Senor Solo (1940)
- A Watch and the Wilderness (1940)
- The Luck of the Spindrift (1941)
- East Wind (1941)
- Seven Mile House (1941)
- The Taming of Red Thunder (1942)
- Survival! (1943)
- By Their Works (1944)
- Honor Bright (1948), publication posthume
- Guns of the Lost Land (1949), publication posthume

#### Sous le pseudonyme de  John Frederick
- The Ghost (1919), aussi paru sous le titre The Ghost Rides Tonight!
- Slumber Mountain (1922)
- Without a Penny in the World (1922)
- Winking Lights (1923)
- Not the Fastest Horse (1925)

#### Sous le pseudonyme de  George Owen Baxter
- Mountain Madness (1922)
- Two Sixes (1923)
- Soft Metal (1923)
- The Race (1924)

#### Sous le pseudonyme de  Nicholas Silver
- The Red Rider (1924)

## Filmographie partielle
- 1921 : The Night Horsemen de Lynn Reynolds
- 1921 : Trailin' de Lynn Reynolds
- 1922 : Centaure (Just Tony) de Lynn Reynolds

## Sources
- Jacques Baudou et Jean-Jacques Schleret, Les Métamorphoses de la chouette : Détective-club, Paris, Futuropolis, 1986 (ISBN 978-2-737-65488-6), p. 38-40.